# Élection partielle québécoise de septembre 2008
L'élection partielle du 29 septembre 2008 est une élection partielle qui s'est déroulée dans la circonscription de Jean-Talon.
Les résultats sont les suivants :
|                                                                                               | Nom                 | Parti                        | Nombre de voix | %      | Maj.  |
| --------------------------------------------------------------------------------------------- | ------------------- | ---------------------------- | -------------- | ------ | ----- |
|                                                                                               | Yves Bolduc         | Libéral                      | 12 039         | 58,5 % | 5 761 |
|                                                                                               | Françoise Mercure   | Parti québécois              | 6 278          | 30,5 % | -     |
|                                                                                               | Martin Briand       | Action démocratique          | 955            | 4,6 %  | -     |
|                                                                                               | Yvan Dutil          | Vert                         | 707            | 3,4 %  | -     |
|                                                                                               | Marc-André Gauthier | Québec solidaire             | 505            | 2,5 %  | -     |
|                                                                                               | Luc Duranleau       | Parti indépendantiste (2008) | 99             | 0,5 %  | -     |
| Total                                                                                         | Total               | Total                        | 20 583         | 100 %  |       |
| Le taux de participation lors de l'élection était de 51,2 % et 111 bulletins ont été rejetés. |                     |                              |                |        |       |